# De Dion-Bouton Type DH
Der De Dion-Bouton Type DH ist ein Pkw-Modell aus den 1910er Jahren. Hersteller war De Dion-Bouton aus Frankreich.

## Beschreibung
Die Zulassung durch die nationale Zulassungsbehörde erfolgte am 22. August 1911. Vorgänger war der Type CR.
Der Vierzylindermotor hat 66 mm Bohrung, 120 mm Hub und 1174 cm³ Hubraum. Er war damals in Frankreich mit 10 Cheval fiscal (Steuer-PS) eingestuft. Bei 1500 Umdrehungen in der Minute leistet er 15,5 bhp. Die Höchstleistung des Motors ist nicht bekannt. Er ist vorne im Fahrgestell montiert und treibt über ein Dreiganggetriebe und eine Kardanwelle die Hinterräder an. Der Wasserkühler ist direkt vor dem Motor hinter einem deutlich sichtbaren Kühlergrill.
Die Basis bildet ein Pressstahlrahmen. Der Radstand beträgt 2539 mm und die Spurweite 1174 mm.
Bekannt sind Aufbauten als Tourenwagen.
Das Modell wurde zwölf Monate lang produziert. Nachfolger wurde der Type DX, der am 17. August 1912 seine Zulassung erhielt.